# Stazione di Musashi-Masuko
La stazione di Musashi-Masuko (武蔵増戸駅?, Musashi-Masuko-eki) è una stazione ferroviaria all'interno dell'area metropolitana di Tokyo situata nella città di Akiruno, ed è servita dalla linea Itsukaichi. In origine la stazione si chiamava stazione di Masuko (病院前駅?, Masuko-eki), ma dopo solo un mese dall'apertura, ottenne il nome attuale.

## Linee
JR East
■ Linea Itsukaichi

## Struttura
La stazione è costituita da due marciapiedi laterali con tre binari passanti in superficie, dei quali solamente i due interni sono utilizzati dal servizio viaggiatori.
| 1 | ■ Linea Itsukaichi | per Musashi-Itsukaichi                            |
| 2 | ■ Linea Itsukaichi | per Akigawa, Haijima, Tachikawa, Shinjuku e Tokyo |

## Stazioni adiacenti
| «                | Servizio         | »                  |
| Linea Itsukaichi | Linea Itsukaichi | Linea Itsukaichi   |
| ---------------- | ---------------- | ------------------ |
| Musashi-Hikida   | Tutti i treni    | Musashi-Itsukaichi |